# Saint-Hilaire-Luc
 Saint-Hilaire-Luc  là một xã thuộc tỉnh Corrèze trong vùng Nouvelle-Aquitaine miền trung Pháp.